# فيرنون تشيدل
فيرنون ايرفينغ تشيدل (6 فبراير 1910 - 23 يوليو 1995) عالم نبات أمريكي كان مسؤول التعليم والجامعة الأمريكية شغل منصب المستشار 2 ان دي من جامعة كاليفورنيا في سانتا باربرا في الفترة من 1962 إلي 1977.